# Бобслей на зимових Олімпійських іграх 2006
Змагання з бобслею на зимових Олімпійських іграх 2006 відбулись на бобслейній трасі Чезана Паріоль і тривали від 17 до 26 лютого 2006 року.
Незадовго до цього побудована траса Чезана Паріоль була завдовжки 1435 м, з перепадом висот 114 м, і містила 19 вигинів. Максимальна швидкість становила приблизно 130 км/год.
Змагання складалися з чотирьох заїздів. У першому і третьому заїзді команди виходили на старт у порядку, визначеному жеребкуванням. У другому порядок виходу на старт визначався результатами першого заїзду, а в четвертому - третього. Сумарний час після чотирьох заїздів визначав остаточний розподіл місць.

## Кваліфікація на Олімпіаду
Кваліфікація ґрунтувалась на результатах пілотів, а інших учасників команд визначали Національні олімпійські комітети. На змагання двійок серед чоловіків кваліфікувалося: 22 пілоти за результатами Кубка світу 2005-2006, 4 перших з European Challenge Cup і двоє перших з North American Challenge Cup, з урахуванням обмеження на кількість екіпажів від одного НОК. Відбір на змагання четвірок серед чоловіків відрізнявся тим, що кубок світу визначав 20 екіпажів. На змагання двійок серед жінок кубок світу визначав 16 пілоток. Якщо за результатами відбору на змагання проходило більш як 2 екіпажі в одній дисципліні, то кожен НОК між визначати 2 з них.
Країні-господарці гарантований був принаймні один екіпаж у кожній дисципліні. Крім того, мали бути представлені всі п'ять континентів, принаймні одним екіпажем у якійсь із чоловічих дисциплін і одним екіпажем у змаганнях двійок серед жінок. Кожну країну могли представляти не більш як по два екіпажі в кожній з дисциплін.

## Чемпіони та призери

### Медальний підсумок
| Місце | Країна    | Золото | Срібло | Бронза | Загалом |
| ----- | --------- | ------ | ------ | ------ | ------- |
| 1     | Німеччина | 3      | 0      | 0      | 3       |
| 2     | Канада    | 0      | 1      | 0      | 1       |
| 2     | Росія     | 0      | 1      | 0      | 1       |
| 2     | США       | 0      | 1      | 0      | 1       |
| 5     | Швейцарія | 0      | 0      | 2      | 2       |
| 6     | Італія    | 0      | 0      | 1      | 1       |

### Види програми
| Дисципліна          | Золото                                                            | Золото  | Срібло                                                                            | Срібло  | Бронза                                                                 | Бронза  |
| ------------------- | ----------------------------------------------------------------- | ------- | --------------------------------------------------------------------------------- | ------- | ---------------------------------------------------------------------- | ------- |
| Двійки (чоловіки)   | Німеччина (GER-1) Андре Ланге Кевін Куске                         | 3:43.38 | Канада (CAN-1) П'єр Людерс Лассель Браун                                          | 3:43.59 | Швейцарія (SUI-1) Мартін Аннен Беат Гефті                              | 3:43.73 |
| Четвірки (чоловіки) | Німеччина (GER-1) Андре Ланге Рене Гоппе Кевін Куске Мартін Путце | 3:40.42 | Росія (RUS-1) Олександр Зубков Філіпп Єгоров Олексій Селівьорстов Олексій Воєвода | 3:40.55 | Швейцарія (SUI-1) Мартін Аннен Томас Лампартер Беат Гефті Седрік Ґранд | 3:40.83 |
| Двійки (жінки)      | Німеччина (GER-1) Сандра Кіріасіс Аня Шнайдергайнце               | 3:49.98 | США (USA-1) Шона Робок Валері Флемінг                                             | 3:50.69 | Італія (ITA-1) Герда Вайссенштайнер Дженніфер Ісакко                   | 3:51.01 |

## Країни-учасниці
| - Австралія (4) - Австрія (5) - Бразилія (4) - Канада (12) - Хорватія (4) - Чехія (5) - Франція (5) - Велика Британія (6) - Німеччина (14) - Угорщина (4) - Італія (12) | - Японія (4) - Латвія (9) - Монако (2) - Нідерланди (8) - Нова Зеландія (4) - Польща (4) - Румунія (6) - Росія (11) - Словаччина (4) - Швейцарія (12) - США (12) |